# 第75回全国高等学校サッカー選手権大会
第75回全国高等学校サッカー選手権大会（だい75かいぜんこくこうとうがっこうサッカーせんしゅけんたいかい）は、1996年12月30日から1997年1月8日まで10日間にわたって行われた、全国高等学校サッカー選手権大会である。

## 概要
- キャッチフレーズ キミ達を、2002年に見たい。

### 日程
- 開会式　12月30日
- 1回戦　12月31日
- 2回戦　1月2日
- 3回戦　1月3日
- 準々決勝　1月5日
- 準決勝　　1月7日
- 決勝　1月8日

### 使用会場
- 国立霞ヶ丘競技場陸上競技場（準決勝・決勝）
- 駒沢オリンピック公園陸上競技場（1回戦～準々決勝）
- 三ツ沢公園球技場（1回戦～準々決勝）
- 千葉県総合運動場陸上競技場（1回戦～3回戦）
- 埼玉県大宮公園サッカー場（1回戦～3回戦）
- 西が丘サッカー場（1回戦～2回戦）
- 等々力陸上競技場（1回戦～2回戦）
- 習志野市秋津サッカー場（1回戦～2回戦）
- 川越運動公園陸上競技場（1回戦～2回戦）

## 出場校
北海道・東北
- 北海道代表 室蘭大谷
- 青森県代表 光星学院
- 岩手県代表 大船渡
- 宮城県代表 仙台育英
- 秋田県代表 西目
- 山形県代表 山形市商
- 福島県代表 郡山商

関東
- 茨城県代表 水戸商
- 栃木県代表 佐野日大
- 群馬県代表 前橋育英
- 埼玉県代表 浦和市立
- 千葉県代表 市立船橋
- 東京都A代表 修徳
- 東京都B代表 国学院久我山
- 神奈川県代表 桐光学園
- 山梨県代表 韮崎

北信越・東海
- 新潟県代表 新潟工
- 富山県代表 富山工
- 石川県代表 星稜
- 福井県代表 丸岡
- 長野県代表 松商学園
- 岐阜県代表 各務原
- 静岡県代表 静岡学園
- 愛知県代表 松蔭
- 三重県代表 四日市中央工

近畿
- 滋賀県代表 水口
- 京都府代表 東山
- 大阪府代表 近大付
- 兵庫県代表 神戸弘陵
- 奈良県代表 奈良育英
- 和歌山県代表 初芝橋本

中国
- 鳥取県代表 米子東
- 島根県代表 淞南学園
- 岡山県代表 作陽
- 広島県代表 美鈴が丘
- 山口県代表 多々良学園

四国
- 徳島県代表 徳島商
- 香川県代表 高松北
- 愛媛県代表 南宇和
- 高知県代表 高知農

九州
- 福岡県代表 東海大五
- 佐賀県代表 佐賀学園
- 長崎県代表 国見
- 熊本県代表 大津
- 大分県代表 大分
- 宮崎県代表 日章学園
- 鹿児島県代表 鹿児島実
- 沖縄県代表 宜野湾

## 試合

### 1回戦
- 国学院久我山 0 - 1 四日市中央工
- 松蔭 3 - 0 高松北
- 丸岡 3 - 0 高知農
- 富山工 1 - 3 国見
- 水戸商 4 - 3 大津
- 浦和市立 2 - 1 近大付
- 松商学園 1 - 1 作陽（PK 4 - 3）
- 新潟工 1 - 2 大分

- 各務原 1 - 1 南宇和（PK 2 - 4）
- 市立船橋 7 - 0 宜野湾
- 韮崎 2 - 1 多々良学園
- 前橋育英 2 - 0 美鈴が丘
- 佐野日大 1 - 2 神戸弘陵
- 大船渡 3 - 3 徳島商（PK 2 - 4）
- 郡山商 1 - 1 佐賀学園（PK 4 - 2）
- 修徳 1 - 2 日章学園

### 2回戦
- 静岡学園 4 - 3 東山
- 四日市中央工 6 - 1 松蔭
- 国見 0 - 0 丸岡（PK 3 - 0）
- 水口 2 - 0 星稜
- 西目 2 - 1 淞南学園
- 浦和市立 3 - 0 水戸商
- 松商学園 3 - 2 大分
- 桐光学園 2 - 1 初芝橋本

- 室蘭大谷 5 - 1 東海大五
- 市立船橋 1 - 0 南宇和
- 前橋育英 1 - 0 韮崎
- 奈良育英 4 - 0 山形市商
- 光星学院 2 - 0 米子東
- 徳島商 1 - 1 神戸弘陵（PK 7 - 6）
- 日章学園 4 - 2 郡山商
- 鹿児島実 1 - 0 仙台育英

### 3回戦
- 静岡学園 3 - 0 四日市中央工
- 国見 3 - 0 水口
- 西目 0 - 2 浦和市立
- 松商学園 0 - 3 桐光学園

- 室蘭大谷 0 - 4 市立船橋
- 前橋育英 2 - 2 奈良育英（PK 6 - 5）
- 光星学院 2 - 3 徳島商
- 日章学園 1 - 5 鹿児島実

### 準々決勝
- 静岡学園 2 - 2 国見（PK 6 - 5）
- 浦和市立 0 - 1 桐光学園

- 市立船橋 2 - 1 前橋育英
- 徳島商 0 - 0 鹿児島実（PK 4 - 2）

### 準決勝
- 静岡学園 1 - 1 桐光学園（PK 2 - 4）
- 市立船橋 4 - 1 徳島商

### 決勝
- 桐光学園 1 - 2 市立船橋

## 得点王
- 北嶋秀朗 (市立船橋)・日下亮 (市立船橋) 6得点

## 主な出場選手
- FW
  - 北嶋秀朗（市立船橋→柏→清水→柏→熊本）
  - 坂本紘司（静岡学園→磐田→湘南）
- MF
  - 中村直志（市立船橋→日大→名古屋）
  - 佐藤陽彦（市立船橋→京都）
  - 中村俊輔（桐光学園→横浜M/横浜FM→レッジーナ→セルティック→エスパニョール→横浜FM→ジュビロ磐田）
  - 堀之内聖（浦和市立→東京学芸大→浦和→横浜FC）
  - 小笠原満男（大船渡→鹿島→メッシーナ→鹿島）
  - 遠藤保仁（鹿児島実→横浜F→京都→G大阪）
- DF
  - 佐原秀樹（桐光学園→川崎→グレミオ→川崎→FC東京→川崎）
- GK
  - 南雄太（静岡学園→柏→熊本）
  - 都築龍太（国見→G大阪→浦和→湘南）